# 黄惠良
黄惠良（1912年—1975年），中国人民解放军将领、中国人民解放军开国少将。
曾任中国人民解放军沈阳军区后勤部运输部政委。1955年，授予中国人民解放军少将。